# Meliboeus nigerrimus
Meliboeus nigerrimus es una especie de escarabajo del género Meliboeus, familia Buprestidae. Fue descrita científicamente por Kerremans en 1907.